# Michael Mancienne
Michael Ian Mancienne (Feltham, Londres, Inglaterra, 8 de enero de 1988), más conocido como Michael Mancienne, es un exfutbolista inglés de ascendencia seychelesa por parte de su padre. Jugaba como defensa o centrocampista.
Es hijo del exjugador Michael Mancienne.

## Trayectoria
Mancienne llegó al Chelsea FC a la edad de 9 años cuando jugaba en las juveniles del Kingstonian FC. Debutó con el equipo de reservas del Chelsea Football Club cuando aún era jugador del equipo juvenil. Luego, Mancienne firmó un contrato profesional con el Chelsea FC en enero de 2006, y fue llamado a la banca para disputar el último partido de la temporada 2005-06 ante el Newcastle United el 7 de mayo de 2006, aunque no logró hacer su debut. Mancienne comenzó la temporada 2006-07 como sustituto en el juego de Community Shield ante el Liverpool FC y en los dos primeros encuentros de la Premier League ante el Manchester City y ante el Blackburn Rovers. A pesar de esto, Mancienne tardaría dos años en debutar con el primer equipo, un hecho que lo hizo admitir que tal vez tendría que irse a otro club por el bien de su carrera.
El 17 de octubre de 2006 sería cedido al Queens Park Rangers durante un mes, debutando con este equipo cuatro días después en la derrota por 3-2 frente al Sheffield Wednesday. Su desempeño con el QPR fue tal que el club extendió su préstamo durante dos meses más el 17 de noviembre de 2006 y posteriormente hasta el final de la temporada el 12 de enero de 2007. Mancienne tuvo un desempeño tal que fue segundo en la votación por la elección del Jugador Joven del Año. El 20 de julio de 2007 fue cedido nuevamente al Queens Park Rangers durante otra temporada más, aunque también firmó un nuevo contrato de 3 años con el Chelsea durante su cesión. Mancienne logró disputar 61 partidos con el Queens Park Rangers antes de regresar al Chelsea.
El 27 de octubre de 2008 fue cedido al Wolverhampton Wanderers durante dos meses. Al día siguiente de que fue cedido, Mancienne debutó en la victoria por 2-1 sobre el Swansea City, al haber entrado de cambio por Carlos Edwards al minuto 81. También hizo su debut como titular en la victoria por 2-1 ante el Cardiff City el 1 de noviembre de 2008, en donde se convirtió en el Jugador del Partido gracias a su desempeño. El equipo quería extender su préstamo hasta el 29 de enero de 2009, pero las negociaciones para que esto ocurriera cayeron, por lo que regresó al Chelsea el 2 de enero de 2009, donde se le asignó en dorsal #42. Durante su estancia con el Wolverhampton, Mancienne disputó 10 partidos.
El 14 de febrero de 2009 debutó oficialmente con el Chelsea en la victoria por 3-1 sobre el Watford FC en la FA Cup, en donde disputó los 90 minutos. También hizo su debut en la victoria por 1-0 sobre la Juventus de Turín en la Liga de Campeones el 25 de febrero del mismo año, sustituyendo en el minuto 81 a Michael Ballack. Su esperado debut en la Premier League sería el 28 de febrero de 2009 en la victoria por 2-1 sobre el Wigan Athletic, disputando el encuentro como titular, aunque fue sustituido al minuto 82 por Ricardo Quaresma. Su segundo partido en la liga sería el 3 de marzo de 2009 ante el Portsmouth FC, donde el Chelsea se llevó la victoria por 1-0, mientras que su tercer partido sería el 25 de abril de 2009, cuando el Chelsea derrotó por 1-0 al West Ham United, siendo también su segundo partido como titular en la liga. Después del término de la temporada 2008-09, Mancienne fue elegido por la afición como el Mejor Jugador Joven de la temporada.
El 13 de agosto de 2009 fue cedido nuevamente al Wolverhampton Wanderers hasta el final de la temporada 2009-10, aunque también ese mismo día firmó un nuevo contrato con el Chelsea, el cual expiraba hasta 2013. Dos días después, Mancienne debutó como titular con el Wolverhampton en la liga ante el West Ham United, siendo sustituido al minuto 66 por Richard Stearman, aunque el West Ham se llevaría la victoria por 2-0. Durante la temporada, Mancienne fue movido a la posición de centrocampista defensivo, en la cual tuvo un mejor desempeño que cuando jugaba como defensa central, demostrando sus cualidades en un encuentro ante el Arsenal FC el 3 de abril de 2010.
Luego de haber desempeñado algunos partidos de pretemporada con el Chelsea, el 26 de agosto de 2010 fue cedido al Wolverhampton por tercera ocasión en su carrera, hasta el final de la temporada 2010-11. En diciembre de 2010 sufrió una lesión en la rodilla que lo mantuvo fuera de las canchas durante 4 meses. Su regreso sería hasta el 23 de abril de 2011, al haber entrado de cambio al minuto 59 por Nenad Milijaš en el empate a 1-1 ante el Fulham FC. En total, Mancienne disputó 50 partidos durante sus dos temporadas a préstamo con el Wolverhamton.
Luego de haber regresado al Chelsea y debido a la poca participación que le ofrecían en el primer equipo, además de la contratación del defensor David Luiz, Mancienne decidió marcharse a otro club, firmando un contrato de 4 años con el Hamburgo SV de Alemania el 31 de mayo de 2011. Su debut con el Hamburgo sería en la victoria por 2-1 sobre el VfB Oldenburg en la Copa de Alemania el 30 de julio de 2011, en donde disputó los 90 minutos. Luego, el 5 de agosto de 2011 debutó en la liga frente al Borussia Dortmund, aunque su equipo sería derrotado por 3-1.

## Selección nacional
Mancienne ha sido internacional con la selección de Inglaterra sub-16, sub-17, sub-18, sub-19 y sub-21. En 2006 rechazó jugar con la selección de fútbol de Seychelles y optó por representar a Inglaterra. Fue seleccionado para representar a Seychelles al igual que su padre, también llamado Michael Mancienne, quien es originario de ese país.
Su debut con la sub-21 sería el 21 de agosto de 2007 ante Rumania, mientras que su primer gol sería el 8 de junio de 2009 en la victoria por 7-0 ante Azerbaiyán. Siete días después, durante el primer encuentro de su selección en la Eurocopa Sub-21 de 2009 ante Finlandia, Mancienne fue expulsado luego de haber provocado una falta sobre el jugador finlandés Berat Sadik.
El 15 de noviembre de 2008, Fabio Capello lo llamó por primera vez a la selección de Inglaterra para un partido amistoso ante Alemania en Berlín, partido que ganó su selección por 2-1, aunque permaneció en la banca durante todo el encuentro.
Al no volver a ser convocado por la selección de Inglaterra posteriormente decidió representar a la selección de Seychelles dada su ascendencia seychelesa. Fue convocado por primera vez en 2022 para disputar los partidos de la Copa COSAFA 2022, haciendo su debut en el primer partido de la Copa COSAFA contra Botsuana el 5 de julio perdiendo su equipo por 1:0, más adelante disputó los otros en las derrotas 3:0 contra Angola y 2:1 con Comoras. En 2023 fue convocado para dos amistosos contra Bangladés donde marcó su primer gol con la selección en el segundo amistoso el 28 de marzo para la victoria de Seychelles por un marcador de 1:0.

## Clubes
| Club                                   | País           | Año       |
| -------------------------------------- | -------------- | --------- |
| Chelsea F. C.                          | Inglaterra     | 2006-2011 |
| Queens Park Rangers F. C. (cedido)     | Inglaterra     | 2006-2008 |
| Wolverhampton Wanderers F. C. (cedido) | Inglaterra     | 2008-2011 |
| Hamburgo S. V.                         | Alemania       | 2011-2014 |
| Nottingham Forest F. C.                | Inglaterra     | 2014-2018 |
| New England Revolution                 | Estados Unidos | 2018-2020 |
| Burton Albion F. C.                    | Inglaterra     | 2021-2023 |

## Palmarés

### Campeonatos nacionales
| Título | Club          | País       | Año     |
| ------ | ------------- | ---------- | ------- |
| FA Cup | Chelsea F. C. | Inglaterra | 2008-09 |

### Distinciones individuales
| Distinción                            | Año  |
| ------------------------------------- | ---- |
| Mejor Jugador Joven del Chelsea F. C. | 2009 |